# Arctic Volley Rovaniemi
L'Arctic Volley Rovaniemi è una società pallavolistica femminile finlandese con sede a Rovaniemi: milita nel campionato finlandese di Lentopallon Mestaruusliiga.

## Rosa 2018-2019
| N° | Nome              | Ruolo | Data di nascita   | Nazionalità sportiva |
| -- | ----------------- | ----- | ----------------- | -------------------- |
| 1  | Janica Helenius   | S     | 18 settembre 1994 | Finlandia            |
| 3  | Martta Lemola     | S     | 28 marzo 1999     | Finlandia            |
| 4  | Aliisa Kähkölä    | C     | 14 ottobre 2001   | Finlandia            |
| 5  | Petra Salmela     | P     | 8 aprile 2000     | Finlandia            |
| 6  | Eevi Häyrynen     | P     | 17 luglio 1992    | Finlandia            |
| 7  | Ekaterina Klimova | C     | 17 luglio 1991    | Russia               |
| 8  | Heini Nousiainen  | S     | 8 aprile 2000     | Finlandia            |
| 9  | Janette Niemelä   | S     | 22 maggio 2001    | Finlandia            |
| 10 | Jenelle Jordan    | C     | 14 maggio 1995    | Stati Uniti          |
| 11 | Alisa Laine       | S     | 2 agosto 2000     | Finlandia            |
| 12 | Alisa Hirvonen    | S     | 28 novembre 2000  | Finlandia            |
| 14 | Makena Schoene    | O     | 14 settembre 1994 | Stati Uniti          |
| 16 | Julia Mäkipörhölä | S     | 5 novembre 2001   | Finlandia            |
| 18 | Outi Polso        | L     | 15 luglio 1987    | Finlandia            |